# حمله ایالات متحده آمریکا به پاناما
حمله ایالات متحده به پاناما یا عملیات هدف مشروع (به انگلیسی: Operation Just Cause) جنگی است که با تهاجم نیروهای ایالات متحده به پاناما در ماه دسامبر سال ۱۹۸۹ میلادی روی داد. این جنگ را دولت جرج هربرت واکر بوش به اتهام دست داشتن مانوئل نوریگا، رئیس‌جمهور پاناما، در قاچاق مواد مخدر آغاز کرد و نتیجه آن پیروزی نظامی ایالات متحده و دستگیری رئیس‌جمهور پاناما و انتقال وی به زندانی در ایالات متحده بود.
پس از پایان جنگ، با برگزاری انتخابات رئیس‌جمهور جدیدی برای پاناما برگزیده شد، ارتش پاناما منحل گشت و آمریکا کنترل کانال پاناما را در دست گرفت.

## دلایل آمریکا برای حمله به پاناما
جرج بوش پدر در ۲۰ دسامبر ۱۹۸۹ دلایل زیر را برای حمله به پاناما مطرح نمود:
- تضمین امنیت شهروندان آمریکایی ساکن پاناما: جرج بوش(پدر) رئیس‌جمهور پاناما را به اعلان جنگ علیه آمریکا و تهدید جانی بیش از ۳۵٬۰۰۰ شهروند آمریکایی ساکن در پاناما متهم کرد.
- دفاع از دموکراسی و حقوق بشر در پاناما
- مبارزه با قاچاق مواد مخدر و پولشویی مربوط به آن: دولت آمریکا پاناما را متهم کرد که به صورت واسطه‌ای برای انتقال مواد مخدر به اروپا و آمریکا درآمده‌است.
- دفاع از پیمان‌نامه توریخوس-کارتر در مورد کانال پاناما: کنگره آمریکا ده سال پس از بازگشت کنترل کانال پاناما به کشور پاناما، مانوئل نوریگا را تهدیدی برای بی‌طرفی کانال قلمداد کرد و اعلام کرد که بر اساس پیمان‌نامه، آمریکا دارای حق مداخله نظامی برای بازپس‌گیری کنترل کانال پاناما را دارد.